# Dziurawiec (opowiadanie)
Dziurawiec (ang. The Hole Man) – opowiadanie fantastycznonaukowe Larry’ego Nivena napisane w 1973, za które otrzymał w 1975 nagrodę Hugo.  Pierwsze polskie tłumaczenie autorstwa Jacka Manickiego ukazało się w miesięczniku „Fantastyka” (nr 1/12, 1983).

## Streszczenie
Grupa naukowców i odkrywców przybywa na Marsa, gdzie odkrywają bazę założoną przez nieznaną im cywilizację, w bazie znajdują nadal działające urządzenie komunikacyjne. Jeden z naukowców uważa, że wewnątrz tajemniczego urządzenia znajduje się kwantowa czarna dziura, ale spotka się on z niedowierzaniem innych naukowców. Aby udowodnić, że ma rację, wyłącza pole magnetyczne utrzymujące czarną dziurę wewnątrz maszyny, która spada wtedy do jądra Marsa, zabijając przy tym dowódcę wyprawy, przelatując przez niego. Czarna dziura po zagnieżdżeniu się w jądrze planetarnym Marsa zaczyna powoli wchłaniać jego materię, ostatecznie zagrażając całemu Układowi Słonecznemu.

## Kwestie naukowe
Problematyczną kwestią jest samo istnienie kwantowych czarnych dziur we współczesnym Wszechświecie.  W 1974 Stephen Hawking opublikował pracę w której argumentował, że czarne dziury tego typu emitują cząstki elementarne (tzw. promieniowanie Hawkinga), im mniejsza czarna dziura tym gwałtowniej traci własną masę ostatecznie gwałtownie eksplodując.  Według jego wyliczeń Hawkinga pierwotne czarne dziury o początkowej masie 1015 g już prawie na pewno nie istniałyby obecnie lub właśnie znikają ostatnie z nich, a obiekty o mniejszej masie zginęły już wcześniej.  Teoria Hawkinga bazuje na założeniach grawitacji kwantowej i według niektórych naukowców istnienie promieniowania Hawkinga i procesu wyparowywania kwantowych czarnych dziur nie jest w ostateczny sposób przesądzone.
Mikroskopowe, kwantowe czarne dziury tego typu mogą być teoretycznie stworzone także sztucznie, np. w warunkach Wielkiego Zderzacza Hadronów lub w warunkach naturalnych, np. w wyniku uderzeń promieni kosmicznych w Ziemię ale tak małe czarne dziury nie stanowią żadnego praktycznego zagrożenia dla Ziemi (czy w przypadku powieści – dla Marsa)
Mikroskopowa czarna dziura o masie opisanej w powieści (1015 g) miałaby rozmiar znacznie mniejszy od atomu  – 1,48-16 m i zakładając, że promieniowanie Hawkinga istnieje promieniowałaby w zakresie 8*1022 Hz (twarde promieniowanie gamma), z energią 3,57*1010 W , a jej temperatura wynosiłaby 1,228*1012 K.  Niven pisząc to opowiadania nie mógł jeszcze wiedzieć o teorii Hawkinga i dlatego dodatkowy efekt promieniowania przez czarną dziurę twardym i zabójczym promieniowaniem gamma nie jest opisany czy wzięty pod uwagę.